# Bombardement op Elsene
Het bombardement op Elsene was een oorlogsactie van de geallieerden in het door nazi-Duitsland bezette Brussel. De bommen vielen op 7 september 1943 in de kazernewijk van Elsene-Etterbeek, waar ze honderden dodelijke slachtoffers maakten.

## Gebeurtenissen
Die dag wilden de geallieerden de Duitse luchtmacht treffen. Onder de doelwitten van de 114 B-17's die aan de missie deelnamen, was de luchthaven Haren, waar bommenwerpers en jachtvliegtuigen hersteld werden. Het vliegveld werd getroffen, maar om 9.51 uur kwamen ook 130 bommen van 250 kg terecht op de kazernewijk van Elsene (Kroonlaan, Generaal Jacqueslaan, Pleinlaan). Mogelijk waren de 7 km hoog vliegende RAF-bommenwerpers misleid doordat het Oefenplein (nu de universiteitscampus) sterk leek op het doelwit (een open veld met aan de westkant een spoorlijn).
De balans was zwaar: in 30 seconden vielen 342 burgerdoden, waarvan 20 in 2 trams. Doordat in de wijk ook Duitse militairen gekazerneerd waren, werd de bezetter evenzeer getroffen. Een officieel cijfer is nooit vrijgegeven, maar allicht ging het om een 100-tal gesneuvelden. In de kelders van de kazernes kwamen 27 politieke gevangenen om, die onregelmatig in een militaire gevangenis waren opgesloten. Onder hen was Jean Greindl, de baron die met Komeet neergeschoten piloten hielp ontkomen. Naast de kazernes werd ook het station Etterbeek beschadigd en de Filip-Nerischool. Tientallen huizen waren vernield.
De begrafenis van 120 slachtoffers in de Heilig-Kruiskerk, op 10 september, was een massaal bijgewoond evenement.

## Voetnoten
1. ↑  Het dramatische oorlogsjaar 1943 (2): Het bombardement van Etterbeek, Elsene en Evere, Brussel Deze Week, 5 september 2013